# Yo
El concepto de yo (y su etimología latina ego) es un término difícil de definir debido a sus diferentes acepciones. A lo largo de la historia su definición se ha relacionado con otros términos como psique, ser, alma o conciencia. La aproximación académica hace precisiones según la disciplina desde la que se enuncie. El estudio del yo abarca tanto disciplinas de orientación biológica (psicobiología, neurobiología, neuropsicología, etc.) como otras de corte filosófico y humanista. El término se relacionaría con los conceptos de conciencia y cognición.
La pregunta por el yo es quizás uno de los cuestionamientos fundamentales de la humanidad, por lo que no solo ha sido enunciada en el contexto de la ciencia sino en diversos sistemas religiosos y espirituales a lo largo de la historia universal.
En los distintos períodos de la historia han existido diversas opiniones acerca de la índole del yo. Para las concepciones "clásicas", el yo ha sido una sustancia ya sea un "alma" sustancial o meramente una cosa. Otras teorías niegan toda sustancialidad del yo, considerándole solo como un epifenómeno, una función, o un complejo de sensaciones e impresiones. Por último, han existido también teorías que buscan una solución ecléctica intermedia o que se han fundado en algún otro principio divergente.

## En lingüística y crítica literaria
En lingüística, teoría de la comunicación, análisis del discurso y crítica literaria, los términos primera persona, yo y ego pueden referir a distintos conceptos relacionados todos con el fenómeno conocido como deixis y con el concepto de emisor. El emisor de un mensaje es el agente que produce un enunciado en determinado código durante un acto de habla. La primera persona gramatical es la categoría que marca al emisor al nivel de la gramática. La persona gramatical se expresa variablemente en la gramática de las lenguas humanas en sistemas de pronombres personales, así como en reglas de concordancia nominal o verbal. Por oposición, a nivel del discurso y de la retórica, el emisor es referido mediante los términos yo del discurso, yo de la narración o primera persona del discurso. En actos de habla indirectos, la primera persona del discurso puede expresarse mediante rasgos gramaticales distintos a la primera persona gramatical. El plural mayestático es el uso de una primera persona plural gramatical («nosotros») para codificar a un emisor único. 
En teoría literaria y narratología, yo de la narración, yo poético o narrador en primera persona sirve para referir al emisor ficticio de una obra literaria, para distinguirlo del autor.

## En antropología y genealogía
En antropología del parentesco y genealogía, sobre todo para describir el significado de los términos de parentesco en determinada lengua o etnia, el Ego (o el «Yo») es el individuo que se toma de referencia para definir cada término. De ese modo, se define cada término o posición mediante sus relaciones de parentesco o filiación con Ego.

## En filosofía
En español según una explicación simplista que aporta la Real Academia Española en su DRAE el yo señala la realidad personal del que habla o del que escribe y refiere asimismo a todo sujeto humano en su calidad de persona.
El concepto de yo ha desempeñado un lugar central en la obra de numerosos filósofos; por ejemplo en la enunciación original (en francés) del cogito ergo sum hecha por Descartes (quien usa la palabra francesa je como equivalente yo) que trata de probar la independencia del alma o mente (el yo) del cuerpo.
El filósofo empirista John Locke define al yo como "esa cosa de pensamiento consciente (cualquiera que sea la sustancia, ya sea espiritual, material, simple o compuesta, no importa) que sea sensible o consciente de placer y dolor, capaz de felicidad o miseria, y así se preocupa por sí mismo, en la medida en que esa conciencia se extienda". Sin embargo, no ignora la "sustancia", y escribe que "el cuerpo también va a hacer al hombre". John Locke consideraba que la identidad personal es una cuestión de continuidad psicológica que se basa en la conciencia (es decir, la memoria), no en la sustancia del alma o del cuerpo.
David Hume sostuvo que toda idea viene de una impresión sensible, pero al igual que la sustancia, no tenemos ninguna impresión del yo en sí. Él declara en su Tratado de la naturaleza humana:

«Por mi parte, cuando penetro más íntimamente en lo que llamo "yo mismo", siempre tropiezo con una u otra percepción particular, de frío o de calor, de luz o de sombra, de dolor o de placer. Nunca puedo captar un "yo mismo" sin encontrar siempre una percepción, y nunca puedo observar nada más que la percepción».

Los filósofos empiristas como Hume y Berkeley, aplicaron la teoría del haz, "bundle theory" al concepto de identidad, y por consiguiente, a la identidad personal. Al contrario de la demostración de Descartes de la independencia del yo (pienso, luego existo), esta teoría sostiene la mente es un conjunto de percepciones sin unidad o cualidad cohesiva. El yo no es más que un conjunto de experiencias vinculadas por las relaciones de causalidad y semejanza. Curiosamente, Gauthama Buda había llegado a conclusiones similares varios siglos antes. El yo es el resultado de nuestro hábito natural de atribuir la existencia unificada a cualquier colección de partes asociadas. Esta creencia es natural, pero no hay un soporte lógico para ello.

«Un hombre es un conjunto o colección de diferentes percepciones que se suceden con una rapidez inconcebible y están en un flujo y movimiento perpetuos; la identidad que atribuimos a la mente [...] del hombre es ficticia».

Su posición básica, como escéptico moderado, es que la esencia de la mente es desconocida y no tenemos ninguna razón empíricamente justificable para creer en la existencia de un sujeto persistente, o una mente ontológicamente distinta a una serie de experiencias.
Esta visión fue transmitida por intérpretes positivistas, que vieron a Hume como sugiriendo que términos como "sí mismo", "persona" o "mente" se referían a colecciones de "contenidos sensoriales". Como lo expresa el William James: 

«Sin embargo, en su más amplio sentido, el yo de un hombre es la suma total de todo lo que puede llamar suyo, no solo su cuerpo y sus poderes psíquicos, sino su ropa y su casa, su mujer e hijos, sus antepasados y amigos, su reputación y obras, sus tierras y caballos, y su yate, y su cuenta bancaria. (...) En primer lugar su cuerpo, sus amigos luego y, finalmente, sus disposiciones espirituales, deben ser los objetos de supremo interés para toda mente humana».

Derek Parfit ha presentado una versión moderna de la teoría en su obra Razones y personas. La negación bien argumentada de un yo sustancial precipitó una crisis filosófica de la que Immanuel Kant intentó rescatar la filosofía occidental a través de la distinción entre el yo empírico y el yo trascendental. Kant trata al egō principalmente como una base de la gnoseología, para Kant el yo es la unidad asociada a la totalidad de las representaciones y el "yo pienso" es la pura apercepción, así gnoseológicamente el yo es la transcendental unidad de apercepción, tal unidad posee un carácter objetivo que le hace diferir del carácter subjetivo de la conciencia. Pero ese yo es un yo del conocimiento, en cuanto se le plantean a Kant cuestiones derivadas del paso de la razón teórica a la razón práctica le es imposible conservar el criterio de la unidad aperceptiva transcendental por lo que se hace necesario la inclusión del egō en una realidad más amplia la cual en lugar de preceder a la sociedad y a la historia tal unidad más amplia es la mismísima historia, así, pese a las grandes diferencias ocurridas entre ambos pensadores el egō kantiano tiene similitudes con la Razón en cuanto es dialecticamente equiparable al "espíritu" (Geist) que teoriza Hegel aunque tanto la "Razón" (acaso equiparable al logos) y el "espíritu" (o "Geist") hegelianos resultan algo muy superior al egō y el egō les es subordinado en el devenir de la historia.
Para Schopenhauer, quien se consideraba proseguidor de Kant y a la vez se encontraba influido por la idea de maya procedente del hinduismo y del budismo el yo era una expresión o representación (Vorstellung) ilusoria de una voluntad (Wille) material e inconsciente. Luego el concepto de yo toma especial relevancia en la filosofía romanticista que se halla en los sistemas del joven Schelling y en la obra de Fichte. Estos dos pensadores consideraban que el yo común tenía como referente a un Yo absoluto que era totalmente incondicionado y la base de todo conocimiento; muy importante es saber que para Fichte el Yo (aquí con mayúscula ya que no es un "mero" yo, sino una especie de entidad superior) es la realidad previa a la separación entre sujeto y objeto (sin los matices metafísicos más de un siglo después Jacques Lacan llegará a algunas conclusiones preliminares semejantes aunque en un contexto muy diferente).
Omitiendo a los postkantianos y replanteando al cogitō cartesiano; Sartre considera que el egō no es un «habitante» de la conciencia, tampoco es la base de la conciencia ni puede ser confundido con la misma sino que es un objeto pasible de ser estudiado por la conciencia, es decir el egō transciende a la conciencia en cuanto puede virtualmente ser situado fuera de la conciencia, por ende el egō en la teoría de Sartre es un objeto proyectado fuera de la conciencia y no es ni la conciencia ni el sujeto, aunque en el discurso vulgar o ingenuo usual los conceptos conciencia, egō y sujeto suelen ser confundidos en una sola cosa: la conciencia puede estudiar al egō y eso significa que el egō puede ser puesto como transcendente por y para la conciencia (la palabra "transcendencia" en el discurso sartreano está exenta de significado metafísico, espiritual o preternatural, el egō es transcendente porque "está afuera de la conciencia") y estudiado por la misma conciencia. La posición de Sartre es muy original ya que (aún con patentes visos de fenomenología y ya con elementos de existencialismo ) parte de la conciencia definida por la intencionalidad, y va a construir una filosofía de la conciencia que no es ya solo una filosofía del sujeto (con esto evita una filosofía subjetiva y busca —a través del egō en cuanto objeto de la conciencia— una filosofía objetiva). Mediante un análisis de tipo fenomenológico constata y analiza al egō en su doble componente: el je (yo deíctico) y el moi (yo pronominal).

### Debates en torno a la idea del yo
Dentro de la ciencia existen corrientes fundamentadas en posturas filosóficas como el materialismo eliminativo que no toman al yo como un objeto de estudio científico válido, por no contar con correlatos físicos o neurobiológicos exactos que sustenten la existencia de dicha instancia. Otras posturas como el emergentismo considera el yo como un objeto de estudio válido el cual es un producto emergente de las funciones del organismo biológico en interacción con su medio.

## En psicología
En psicología, yo, más frecuentemente (como en antropología) referido con el universal latinismo egō; y en alemán: Ich y en francés je (yo deíctico) o moi (yo pronominal siendo actualmente usado en francés moi como equivalente a egō), se define como la unidad dinámica que constituye el individuo consciente de su propia identidad y de su relación con el medio; es, pues, el punto de referencia de todos los fenómenos físicos, psíquicos y sexuales.
En distintas corrientes psicológicas y psicoanalíticas a partir de la concepción propia del yo que manejan se utilizan las formas adjetivas yoico y yoica en expresiones como: función yoica, actividad yoica, control yoico, etc.

### En el psicoanálisis
Aquí también se debe observar la definición simplista que da el DRAE en relación con el egō (o yo), ya que lo define como la instancia consciente de un individuo humano, "instancia por la cual toda persona se puede hacer responsable de su identidad así como de sus relaciones con el medio".
De acuerdo con el pensamiento de Sigmund Freud, desde la perspectiva del psicoanálisis, el yo es un probador de la realidad, la inteligencia, la razón y el conocimiento de causa y efecto para aumentar la libido, las gratificaciones y poner freno a la pulsión de muerte. También es la instancia psíquica que une el ello con el mundo exterior y hace de puente entre el "ello" (o id, ello —en alemán Es— es uno de los nombres que Freud da al inconsciente según sea en la primera o en la segunda tópica freudiana) y el "superyó", el cual es la conglomeración de un conjunto de mentes grupales que forma una psique ideal. Este puente es lo que hace de una persona un "individuo", puesto que el "ello" y el "superyó" son conceptos ejemplares. Para Freud, el yo puede estar compuesto de dos partes principales; un sistema de percepción y un conjunto de ideas inconscientes sobre la realidad que se vive. El yo utiliza los rasgos que lo identifican y los ideales del "superyó" para controlar los instintos animales del "ello". Esto, y un deseo por asemejarse al "superyó" buscando terminar con los defectos y ambivalencia personal y tratando de llegar a compararse con un otro fantaseado, hacen que el yo se sobreimponga al "ello" y que sea una versión modificada del este. El contacto con la realidad exterior fuera de los ideales del "superyó" puede llevar a casos de manía y otras enfermedades mentales.

Esquema de la formación del egō (moi) según Lacan, el yo deíctico -je- es el enunciado que "auto"-refiere al moi o ego.

El egō (en francés el Moi) según Lacan, es una instancia del registro de lo imaginario y por eso mismo una especie de alienación. El sujeto se ve en su egō. La formación del egō según Lacan implica una primera triangulación entre la madre, el infante y el objeto a. El egō del sujeto se constituye a partir de una percepción especular en un otro (casi siempre la madre o quien cumpla la función materna), la configuración del egō de cada sujeto se produciría principalmente durante el estadio del espejo. El egō no debe ser confundido con la conciencia —pese a que aparenta serla— y menos aún con el sujeto humano: el sujeto humano es $, clivado por la intervención de la función paterna que inscribe al infante en el orden simbólico del lenguaje mientras que, pese a lo aparente, el egō en cuanto imaginario surge en cada ser humano precisamente previo a lo simbólico, en cuanto el egō es algo de la dimensión de lo imaginario y así entonces pregnado por el narcisismo que proviene del otro (el otro en cuanto ese primer grado del otro es la madre, no del Otro que está más allá de la función materna) Lacan crítica a gran parte de los psicoanalistas posteriores a Freud porque estos han creído que la cura psicoanalítica se basaría en reforzar al egō cuando precisamente el reforzar al egō encubre la problemática subyacente en el inconsciente, Lacan entiende que sujeto y persona no son lo mismo y que el egō está referido a persona en cuanto la etimología de persona alude a la máscara con que se actúa.

Le stade du miroir est le moment où l'enfant s'arrache de la fusion avec la mère et reconnaît... Ce moment est fondateur de l'être individuel et marque le point de départ de la... Le supposé Moi est en réalité une identification avec quelqu'un d'autre; ainsi,... Je pense où je ne suis pas, donc je suis où je ne pense pas.
El estadio del espejo es el momento donde el infante (infante etimológicamente significa "no-hablante") se arroja en la fusión con su madre e ilusoriamente "reconoce" en su madre o quien cumpla la función materna, tal momento es fundador del ser individual y marca el punto de partida, desde allí... El supuesto ego es en realidad una identificación con algún Otro; así,... yo pienso donde no soy y soy donde no pienso.

El yo del inconsciente es homólogo al ego cartesiano y este al sujeto de la ciencia, y en la opinión de Lacan significa: "creo lo que se ha dicho de mí, pero esto no es lo real, es solo una ilusión que me han creado. Pienso donde no soy. Es decir; soy donde no pienso: lo que soy de verdad no es lo que creo ser". Notar que acá Lacan usa la palabra francesa je (yo deíctico) que es solamente la palabra-pronombre por la cual usualmente alguien sin reflexionarlo mucho se alude a sí mismo, corresponde no confundir al je o yo deíctico con el pronominal en francés llamado Moi (mí) que es en ese idioma prácticamente el sinónimo del ego y está pregnado de narcisismo y de una primitiva identificación edípica con la madre, notar que si el ego o Moi o "mí" se constituye en todo ser humano, cualquiera sea su género a partir de la "máscara" que le aporta la imagen de su madre, si el personaje se queda solo en tal "máscara" corre el riesgo de caer en una preclusión o forclusión o quedar psicótico al faltarle la función paterna que le libera de la confusión con su madre aunque para esto tenga que estar arrojado o yecto en el mundo en pos de tratar de "llenar" su individualidad en la asíntota del placer para no caer enajenado/a en la alienación del goce.

### En la psicología analítica
Desde la psicología analítica de Carl Gustav Jung debe entenderse por «yo» el factor complejo al que se refieren todos los contenidos de la consciencia.

Constituye en cierto modo el centro del campo de la consciencia y, en la medida en que este campo comprende la personalidad empírica, el yo es el sujeto de todos los actos conscientes. La relación de un contenido psíquico con el yo representa el criterio de la consciencia, pues no sería consciente ningún contenido que no se hiciera presente al sujeto.

Aun cuando teóricamente el campo de la consciencia es ilimitado, empíricamente se ve limitado desde el terreno de lo desconocido, que comprende tanto el mundo exterior como el interior o inconsciente. Añade Jung que el yo no es un factor sencillo sino complejo, no pudiendo describirse exhaustivamente. Tendría dos fundamentos: uno somático y otro psíquico.
1. Somático: se desarrolla a partir de percepciones endosomáticas, ya de por sí de índole psíquica y unidas al yo, siendo conscientes. Dichas percepciones tienen su base en estímulos endosomáticos que pueden ser tanto conscientes como inconscientes.
2. Psíquico: el yo se basa en todo el campo de la consciencia y en la totalidad de los contenidos inconscientes. Estos últimos se dividen a su vez en tres grupos:
  1. Contenidos temporalmente subliminales, o reproducibles a voluntad por medio de la memoria.
  2. Contenidos no reproducibles voluntariamente, inconscientes, deducibles por irrupciones espontáneas de contenidos subliminales en la consciencia o también llamados complejos.
  3. Aquellos contenidos que no pueden en absoluto acceder a la consciencia, son contenidos que todavía no han irrumpido o no irrumpirán nunca en ella.

Debe diferenciarse el yo del campo de la consciencia, siendo únicamente su punto de referencia. El yo es un factor por excelencia de la consciencia, siendo incluso una adquisición empírica de la existencia individual. Al principio surgiría del choque del factor somático con el medio, desarrollándose posteriormente a partir de nuevos choques tanto con el mundo exterior como interior. La totalidad de la personalidad, que abarca también lo inconsciente, no coincide con el yo o personalidad consciente, debiendo diferenciarse de él. Jung denomina sí-mismo a la personalidad total, subordinándose el yo al sí-mismo y comportándose en relación con este como una parte con el todo. En el ámbito del campo de la consciencia el yo dispone de libre albedrío. Sin embargo, dicha libertad tropieza tanto con las limitaciones propias del mundo exterior como con las del mundo interior subjetivo o sí-mismo.
El yo es una unicidad individual que se mantiene idéntica a sí misma, aunque dicha durabilidad es relativa, puesto que pueden producirse alteraciones profundas de la personalidad, no necesariamente patológicas, pudiendo estar circunscritas a una evolución normal. Aun cuando es el yo el sujeto de todas las adaptaciones y desempeñe un significativo papel en la economía anímica, el descubrimiento a finales del siglo XIX de una psique extraconsciente ha relativizado la posición absoluta que hasta entonces ocupaba. Desde entonces el yo mantiene su carácter de centro del campo de la consciencia, no así como punto central de la personalidad. El yo participa en ella, pero no es su totalidad. Su libertad es limitada y su dependencia decisiva.
Finalmente, debe añadirse a la división tripartita anterior de lo inconsciente desde el punto de vista de la psicología de la consciencia, otra división en dos partes desde la psicología de la personalidad:
1. Una psique extraconsciente con contenidos de carácter personal.
2. Una psique extraconsciente con contenidos de carácter impersonal o colectivo.

### En el posracionalismo (cognitivo-constructivista)
Para Guidano, el sí-mismo no es un ente, sino un proceso de construcción de sentido que dura todo el ciclo vital, donde se hace la distinción semántica entre el "Yo" y el "Mi", que vienen a ser los dos niveles de procesamiento de la experiencia humana. Dicha distinción viene de George H. Mead.
El Yo viene a ser el sentido corporal-emocional del sí-mismo, que experimenta momento a momento. Corresponde al conocimiento tácito del sí mismo y de la realidad. Es un nivel predominantemente inconsciente, que ordena las intuiciones perceptivas emocionales y de espacio-tiempo. Es el primer nivel de ordenamiento de la información (dado que es el más inmediato).
El Mi es el nivel semántico de la experiencia, que observa, evalúa y se explica mediante el lenguaje, construyendo el conocimiento explícito del sí-mismo y de la realidad.
El sujeto entonces, para mantener su coherencia interna, requiere darse y dar a los otros continuas explicaciones sobre sí mismo y el mundo. Estas explicaciones surgen de la articulación narrativa del Yo con el Mi, generando teorías a nivel consciente que expliquen inferencialmente tanto su propia conducta, sentimientos y cogniciones como las regularidades del mundo social y natural.

## En las filosofías místicas orientales
En las filosofías místicas orientales, particularmente en el budismo, se considera al yo como una "ilusión" (el Atman) que se revela al alcanzar el Anātman. Esta ilusión estriba en que todas las cosas son compuestas y transitorias y sin existencia intrínseca (vacuidad). En el caso particular del yo, el budismo le considera un compuesto de cinco agregados cuyas partes al disgregarse constituyen la extinción del yo tal y como lo concebimos. Así pues, el budismo también contrasta fuertemente con otras religiones porque no afirma la existencia del alma permanente, ni de un "sí mismo" o "yo" duradero en el ser. El yo se presenta como un velo de la mente que induce al sujeto a identificarse con su experiencia provocándole sufrimiento.